# Franz Tost
Franz Tost (Trins, 20 de enero de 1956) es un expiloto austriaco de automovilismo, anteriormente director deportivo del equipo AlphaTauri de Fórmula 1 desde 2006 hasta el 2024.
En su juventud, Tost compitió en la Fórmula Ford de su país (siendo campeón en 1983) y la Fórmula 3. Luego estudió Ciencias del Deporte y Gestión en la Universidad de Innsbruck, trabajando como jefe de equipo en la Escuela Walter Lechner Racing. Se unió a Willi Weber Management en 1993. Inicialmente corrió la Fórmula 3 con su equipo, y luego se hizo cargo de la carrera de un joven Ralf Schumacher en Japón. Cuando el alemán se trasladó a la F1, Tost le siguió, trabajando para BMW, ya que la marca alemana volvió a entrar en la F1 en 2000 como proveedor de motores del equipo Williams F1, para el que Schumacher estaba conduciendo en ese momento. Tost trabajó para BMW como gerente de Operaciones de Pista hasta el 1 de enero de 2006, cuando la nueva escudería Toro Rosso lo contrató como director del equipo, cargo que mantendrá hasta finales de 2023, el 26 de abril de 2023 Franz Tost anunció que dejaría AlphaTauri

## Polémicas
El antiguo piloto de Toro Rosso Scott Speed afirmó que, después de abandonar en el Gran Premio de Europa de 2007, mantuvo un altercado con Tost en el cual el austriaco lo agarró del cuello y lo empujó, extremo negado por el dirigente. El piloto estadounidense ya no volvería a competir con el equipo tras esa carrera.
Otro piloto que trabajó con Tost, Sébastien Bourdais, pudo haber recibido la notificación de su despido por parte de la escudería mediante SMS, algo que nuevamente negó Franz.
También salió a la luz que Giorgio Ascanelli dejó su cargo en Toro Rosso después de haber discutido con Tost.